# Сысоева, Надежда Олеговна
Наде́жда Оле́говна Сысо́ева (род. 10 июля 1984, Красноярск, СССР) — российская актриса юмористического жанра, певица, телеведущая. Участница шоу «Comedy Woman» (2009—2020). Её амплуа — стереотипная глупенькая блондинка Наденька.

## Биография
Родилась 10 июля 1984 года в Красноярске. В школе принимала участие в различных театральных постановках.
С 2002 года выступала за красноярскую команду КВН «Территория игры».
Окончила Красноярский университет цветных металлов и золота по специальности «экономика и управление на предприятии». Была участницей конкурса «Мисс Красноярск-2007».
В 2007 году переехала в Москву и стала участницей женского шоу «Comedy Woman» на телеканале ТНТ. Её амплуа в шоу — стереотипная глупенькая блондинка Наденька. Также в рамках этого же шоу выступала в группе «Супермаркет любви» вместе с Марией Кравченко и Екатериной Барановой.
В 2010 году принимала участие в съёмках шоу «Незлобин и Гудков», которое выходило на телеканале MTV.
В начале 2013 года открыла магазин одежды для стройных женщин в Москве на территории фабрики «Красный Октябрь».
22 декабря 2014 года под псевдонимом Надюля она выпустила свой первый видеоклип «Почувствуй».
C 2016 года является ведущей программы «Модная полиция», выходящей на телеканале СТС Love.
16 ноября 2016 в рамках проекта «Надюля» выпустила новый сингл «Пати у Надюли».

## Личная жизнь
В 2011 году встречалась с участником шоу «Comedy Club» Павлом Волей (позже она опровергла эту информацию, добавив, что с Волей они всегда были друзьями). В 2012—2015 годах встречалась с участником группы «Банд’Эрос» Романом Паном, в 2016—2018 годах — с кино- и телепродюсером Ильёй Бачуриным.
Увлекается шоппингом. Любит кататься на роликах, велосипеде, самокате и мопеде. Занимается скалолазанием и подводным плаванием. На вечеринках часто выступает в роли диджея.

## Видеоклипы
- 2014 — «Почувствуй»
- 2016 — «Пати у Надюли»

## Фильмография
- 2011 — Самый лучший фильм 3-ДЭ — селебрити
- 2013 — Универ. Новая общага — Анна Майорова, девушка известного хоккеиста
- 2016 — Одноклассницы — будущая жена
- 2017 — Одноклассницы: Новый поворот — будущая жена
- 2017 — Максимальный удар — Девушка у бассейна в сигарном клубе
- 2019 — Трудности выживания — Лена
- 2020 — Чума! — Матильда
- 2021 — Дракулов — вампирша
- 2021 — Снегурочка против всех — Снегурочка
- 2022 — Хочу замуж — Анастасия Стежко
- 2024 — Красный 5 — Сысоева